# Janez Albreht (hokejist)
Janez Albreht, slovenski hokejist, * 9. februar 1940, Ljubljana.
Albreht je bil dolgoletni član kluba HK Olimpija, igral je na položaju vratarja. Za jugoslovansko reprezentanco je nastopil na Olimpijskih igrah 1976 v Innsbrucku. 